# The Friths
The Friths var en civil parish från 1858 till 1906 då den blev en del av Frampton, i grevskapet Lincolnshire, i England. Civil parish var belägen 4 km från Boston och hade 0 invånare år 1901.